# United States Air Force-vlucht 21
United States Air Force-vlucht 21 werd uitgevoerd met een CT-43 van de U.S. Air Force die op 3 april 1996 neerstortte in Kroatië tijdens een officiële handelsmissie. Het vliegtuig, een aangepaste 737, had onder andere de United States Secretary of Commerce Ron Brown aan boord. In totaal zaten er 35 mensen in het vliegtuig, maar hoeveel van hen passagiers en hoeveel bemanningsleden waren is niet bekend.
Het vliegtuig vloog tegen een berg tijdens een instrument nadering bij Dubrovnik Airport. Geen van de inzittenden overleefde de ramp. Alleen TSgt Shelly Kelly overleefde aanvankelijk de crash, maar ze stierf enkele uren later alsnog aan haar verwondingen.
Het vliegtuig werd bestuurd door piloten van de 86th Airlift Wing, gestationeerd op de vliegbasis Ramstein in Duitsland.

## Details
Het onderzoek naar de oorzaak van de ramp was extra lastig daar het vliegtuig geen flightdatarecorder of cockpitvoicerecorder had.
Het officiële onderzoek van de Air Force zelf onthulde dat meerdere aspecten hadden bijgedragen aan de crash. Voornaamste redenen waren een gehaaste nadering en een slecht ontwikkelde procedure voor de NDB-nadering.
De CT-43 gebruikt voor de vlucht was voorheen een lesvliegtuig. De bemanning gebruikte een IFR NDB-benadering, maar raakte uit koers. Hoewel NDB-landingen in de VS nauwelijks nog voorkomen, worden ze in andere delen van de wereld nog regelmatig gebruikt. De Amerikaanse piloten waren echter niet goed bekend met een NDB-nadering daar ze deze vrijwel nooit uit hoefden te voeren. De onderzoeksraad was van mening dat de gebruikte landingsmethode niet geschikt was voor vliegtuigen van het Ministerie van Defensie, en dat de crew deze landingsmethode niet had mogen gebruiken. Volgens de raad was voor een veilige NDB-landing minimaal twee ADF-instrumenten nodig, en het betreffende vliegtuig had er maar een.
De plaats van het ongeval lag 2,6 kilometer ten noordwesten van waar het vliegtuig zijn landing in had moeten zetten.